# Nodar Chizanisjvili
Nodar Chizanisjvili (Georgisch:  ნოდარ ხიზანიშვილი, Russisch: Нодар Хизанишвили) (Batoemi, 31 januari 1953) is een Georgisch voetballer die tijdens zijn carrière voor de Sovjet-Unie uitkwam. Hij is de vader van profvoetballer Zoerab Chizanisjvili.

## Biografie
Hij begon zijn carrière bij Dinamo Batoemi en maakte in 1973 de overstap naar Dinamo Tbilisi, waar hij in 1978 de titel mee won en in 1976 en 1979 de beker. In 1981 won hij tegen FC Carl Zeiss Jena de finale van de Europacup II. Hij beëindigde zijn carrière in 1983 bij Torpedo Koetaisi.
Hij speelde op 14 april 1982 in een vriendschappelijke wedstrijd tegen Argentinië voor zijn land, maar werd daarna nooit meer opgeroepen.